# Arti
Arti ókori egyiptomi és núbiai királyné volt, a XXV. dinasztiához tartozó Sabataka fáraó felesége.
Piye egyiptomi fáraó és núbiai király egyik lánya volt. Említik Hóremahet karnaki szobrának talapzatán, mely ma a kairói Egyiptomi Múzeumban található; neve mellett a „Piye király leánya, Sabataka király felesége” felirat szerepel. El-Kurru királyi nekropoliszában temették el, a Ku.6 sírba.

## Fordítás
- Ez a szócikk részben vagy egészben  az   Arty című angol Wikipédia-szócikk ezen változatának fordításán alapul.  Az eredeti cikk szerkesztőit annak laptörténete sorolja fel. Ez a jelzés csupán a megfogalmazás eredetét és a szerzői jogokat jelzi, nem szolgál a cikkben szereplő információk forrásmegjelöléseként.